# St. Anton (Pirmasens)
Die römisch-katholische Kirche St. Anton ist ein Bauwerk in Pirmasens. Sie steht unter Denkmalschutz. Sie ist die Hauptkirche und damit zentraler Gottesdienstort der Pfarrei Seliger Paul Josef Nardini in Pirmasens.

## Lage
Die Kirche befindet sich innerhalb des Winzler Viertels in der Uhlandstraße unmittelbar an deren Einmündung in die Karolinenstraße.

## Architektur
Die Kirche ist eine dreischiffige Basilika im Stil der Neuromanik.

## Geschichte
Die Kirche entstand in der Zeit von 1923 bis 1928 und wurde von den Architekten Michael Kurz und Josef Uhl entworfen. Während des Zweiten Weltkriegs wurde sie bei den Luftangriffen auf Pirmasens im März zerstört. Der Wiederaufbau war 1949 abgeschlossen. Im September 1971 wurde sie erneut, diesmal durch einen Brand, fast vollständig zerstört und anschließend wiederaufgebaut. Bis Ende 2015 war sie Pfarrkirche. Seit 2016 sind die früheren Stadtpfarreien St. Pirmin, St. Elisabeth, St. Josef (Fehrbach), St. Anton, Christkönig und Sel. Ruppert (Winzeln) zur katholischen Kirchengemeinde der Stadt Pirmasens vereinigt. Schutzpatron der Großpfarrei ist der selige Paul Josef Nardini.

## Pfarrer von St. Anton
- 1923–1956: Prälat Wilhelm Schäffler
- 1956–1978: Wilhelm Bettinger
- 1978–1995: Heinz Klapsing SSCC
- 1995–2005: Alfred Müller
- 2005–2015: Stanislaus Mach
- seit 2015: Johannes Pioth (Pfarrei Sel. Paul Josef Nardini)

## Orgel
1968 erhielt die Kirche eine Scherpf-Orgel, die ebenfalls dem Brand von 1971 zum Opfer fiel. 1976 baute Scherpf eine neue ein, die fast dieselbe Disposition, jedoch fünf Register weniger erhielt. Hinzu kam 1990 eine Truhenorgel, die Gerhard Kuhn Orgelbau lieferte.